# Sanatorio di Purkersdorf
Il sanatorio di Purkersdorf è stato costruito negli anni 1904-05 dall'architetto Josef Hoffmann per l'industriale Victor Zuckerkandl ed è un esempio di architettura secessionista viennese.
L'edificio ha funzionato da ospedale per lunghe degenze soprattutto per malattie legate a problemi psichiatrici e durante la II guerra mondiale è stato adattato ad ospedale militare. Ha subito rimaneggiamenti ed una sopraelevazione, ma un recente restauro l'ha riportato al suo aspetto originario. Attualmente è in uso come centro per anziani.

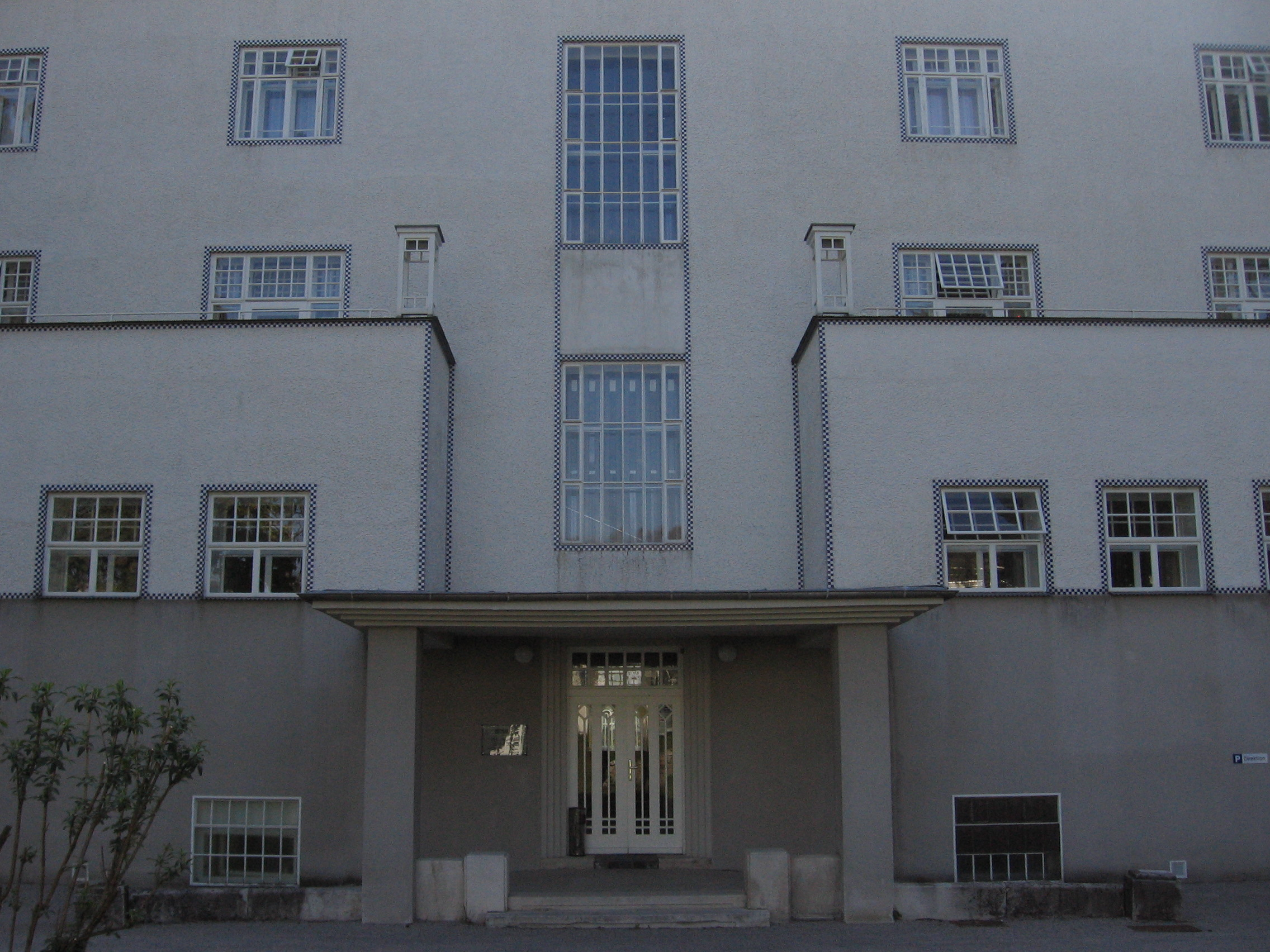
Ingresso Ovest.

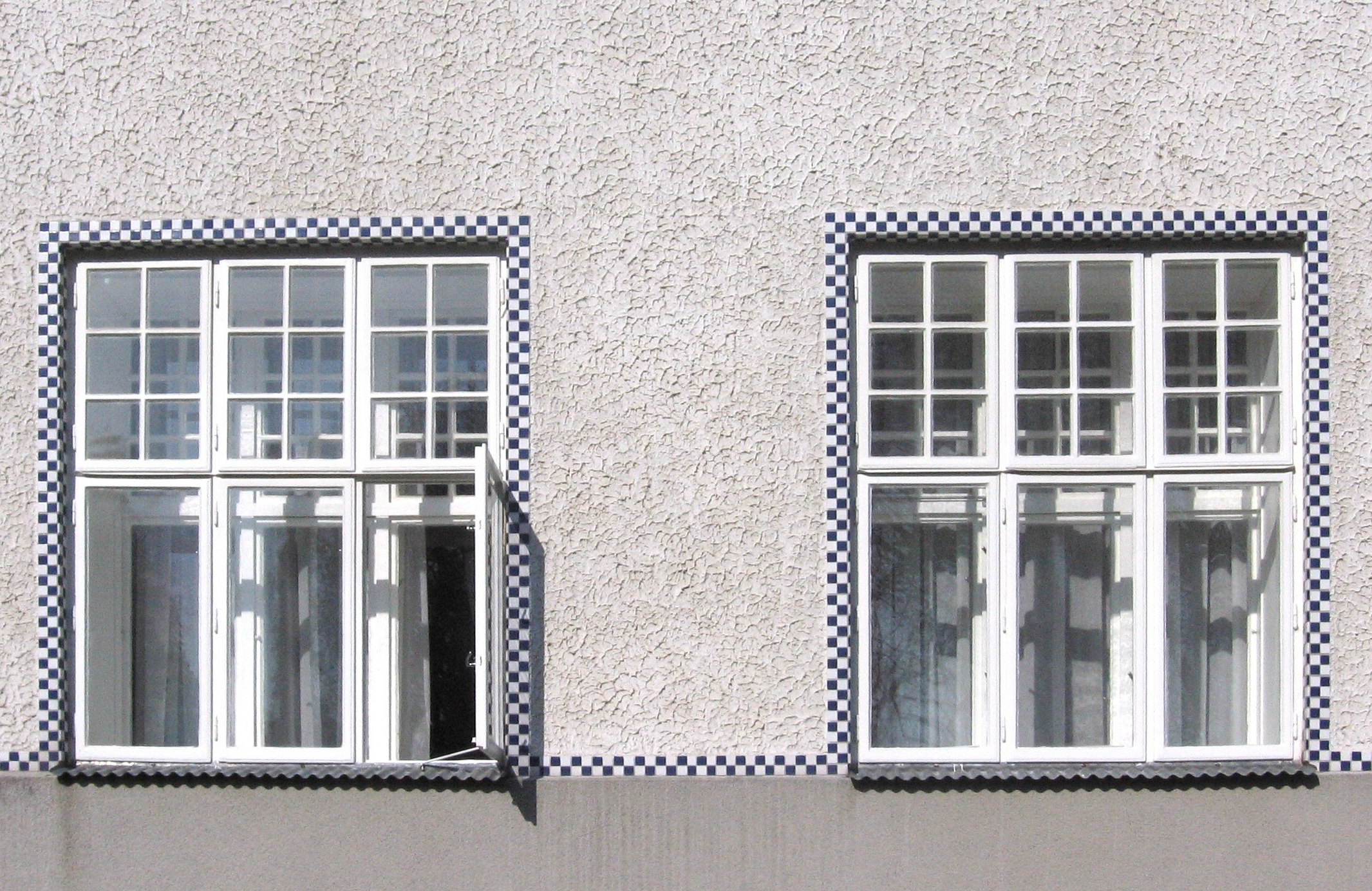
Dettaglio delle aperture e delle cornici.

## Architettura
L'adozione del calcestruzzo armato, in particolar modo per i solai, consente una distribuzione spaziale complessa ed articolata, con murature disposte in maniera indipendente ai vari piani, finestre disassate, balconi per i degenti al secondo piano e stanze di dimensioni differenziate.
Lo spazio interno è sempre articolato in molteplici vani; Hoffmann non sfrutta la libertà di avere ampi vani indivisi, permessa dall'impiego del calcestruzzo armato.
L'orditura dei solai, le cui travi sono a vista, varia a seconda dell'ambiente e concorre alla sua qualificazione architettonica.

## Rivestimento
Il rivestimento gioca un ruolo importante per l'architettura viennese a cavallo del 1900. Sulla strada indicata da Gottfried Semper gli architetti della cerchia di Otto Wagner sperimentano nuove forme di espressione. La ricerca che ha portato gli architetti della secessione ad accogliere l'interpretazione semperiana della parete come cortina tessile, memore del recinto ancestrale, porta Hoffmann a rinunciare ad ogni riferimento materico: le pareti del sanatorio sono intonacate, lisce, senza alcun rivestimento lapideo, nessun materiale strutturale a vista e nessun segno che ne evochi la memoria. Il riferimento alla cortina tessile è grafico: una semplice cornice di scacchi bianchi e blu ricorda l'orlatura di una tenda.